# Wiange Törnkvist
Hjalmar Alfons Wiange Törnkvist, född 4 oktober 1913 i Helsingfors i  Finland, död 27 januari 2004, var en svensk skådespelare. Törnkvist filmdebuterade 1936 i Anders Henriksons 65, 66 och jag. Han kom att medverka i drygt 30 film- och TV-produktioner.
Törnkvist är gravsatt i minneslunden på Skogskyrkogården i Skellefteå.

## Filmografi  i urval
- 1936 – Johan Ulfstjerna
- 1936 – Janssons frestelse
- 1936 – 65, 66 och jag
- 1937 – Familjen Andersson
- 1937 – Ryska snuvan
- 1938 – Karriär
- 1939 – Landstormens lilla Lotta
- 1939 – Kadettkamrater
- 1939 – Filmen om Emelie Högqvist
- 1939 – Frun tillhanda
- 1939 – Panik
- 1941 – I natt - eller aldrig
- 1942 – Livet på en pinne
- 1942 – Olycksfågeln nr 13
- 1943 – Örlogsmän
- 1949 – Lång-Lasse i Delsbo
- 1950 – Rågens rike
- 1950 – Fästmö uthyres
- 1952 – Kalle Karlsson från Jularbo
- 1952 – När syrenerna blomma
- 1953 – Kungen av Dalarna
- 1954 – Taxi 13
- 1968 – Sexskandal i flickpensionen

## Teater

### Roller
| År   | Roll | Produktion                                                          | Regi          | Teater                      |
| ---- | ---- | ------------------------------------------------------------------- | ------------- | --------------------------- |
| 1947 |      | Tänk om jag gifter mig med August Gideon Wahlberg och Werner Ohlson | Werner Ohlson | Tantolundens friluftsteater |

### Fotnoter
1. ↑  ”Wiange Törnkvist”. Svensk Filmdatabas. http://sfi.se/sv/svensk-filmdatabas/Item/?type=PERSON&itemid=60595&iv=OVERVIEW&ref=%2ftemplates%2fSwedishFilmSearchResult.aspx%3fid%3d1225%26epslanguage%3dsv%26searchword%3dWiange+T%C3%B6rnkvist%26type%3dPerson%26match%3dBegin%26page%3d1%26prom%3dFalse. Läst 16 augusti 2012.
2. ↑  Gravar.se
3. ↑  Lbk (8 juni 1947). ”'Tänk om jag gifter mig...' på Tantolundens teater”. Dagens Nyheter:  s. 11. http://arkivet.dn.se/arkivet/tidning/1947-06-08/151/10. Läst 10 februari 2016.